# 后现代主义生成器
后现代主义生成器是一个自动生产模仿后现代写作文章的计算机程序。它由蒙纳士大学的Andrew C. Bulhak于1996年使用Dada Engine 编写，这是一个用于从递归文法中生成随机文本的系统。 免费版本也在网上托管。文章是由递归转换网络（Recursive transition network）定义的形式文法产生的。纳西姆·尼可拉斯·塔雷伯在其2001年出版的《被随机性迷惑》（Fooled by Randomness）一书中写道，“蒙特卡洛生成器” 是逆向图灵测试的一个实例：如果一个人的写作与生成器的写作不能区分开来，那么就可以宣布他不智能。生物学家理查德·道金斯在他为科学杂志《自然》写的文章《被脱光的后现代主义》（或译为《后现代皇帝的新装》；Postmodernism Disrobed；1998）的结论部分提到了这个生成器， 这篇文章被收入他的著作《魔鬼的牧师》（2004）。

## 参看
- 戏仿文本生成器
- SCIgen
- 索卡尔事件